# Orónimo
Un orónimo (del griego ὄρος óros, 'montaña', y oνομα ōnoma, 'nombre') es el nombre propio por el que se designa una montaña u otro accidente del relieve. Oronimia es el estudio de los orónimos y de cómo los accidentes del relieve reciben su nombre y estos son transmitidos a lo largo de la historia.